# Gametozid
Ein Gametozid ist eine Substanz, die während der Entwicklung des Embryos einer Pflanze gespritzt, die Ausbildung der männlichen Blütenteile (Staubbeutel, Pollen) verhindert. Eine so behandelte Sorte wird zur männlich sterilen Mutterlinie, die sich nicht mehr selbst befruchten kann, sondern einen Fremdbefruchter braucht. Dadurch besteht die Möglichkeit, zwei selbstbefruchtende Linien (Sorten) miteinander zu kreuzen (was einen Heterosiseffekt hervorruft).
Diese derzeit in Deutschland nicht zugelassene chemische Kastration wird z. B. bei der Saatguterzeugung verschiedener Weizensorten angewandt.